# Heroutice
Heroutice jsou samota, část města Neveklov v okrese Benešov. Jako evidenční část obce vznikla ke dni 1. ledna 2014, proto pro rok 2011 není uveden počet domů ani obyvatel. Zástavbu představuje rozsáhlá zemědělská usedlost. Heroutice leží v katastrálním území Mlékovice u Neveklova.

## Historie
Nacházela se zde rytířská tvrz, na které za panování Karla IV. a Václava IV. sídlil vladyka Dětřich z Heroltic, který odkázal jednu kopů grošů úroku na výroční mše kostelu ve Chvojně. Jeho nástupce Čejchan z Heroltic se připomíná v listinách z roku 1404. V 15. století byly Heroutice v držení rytířů z Vozejovic, kteří přijali název Heroltičtí z Vozejovic. Roku 1556 se uvádějí Jakub a Aleš bratři Heroltičtí z Vozejovic a roku 1589 Jakub Heroltický z Vozejovic na Herolticích. Během třicetileté války připadly Heroutice k Tloskovu a opuštěná tvrz chátrala. Na stejném místě byla v polovině devatenáctého století vybudována velká selská usedlost.
Počátkem 20. století se majitelem tloskovského panství stal továrník Čeněk Daněk. Byl i majitelem hospodářství v Herouticích, které zámek zásobovalo.
Za druhé světové války se Heroutice staly součástí vojenského cvičiště Waffen-SS Benešov a obyvatelé se museli 31. prosince 1943 vystěhovat.
Po válce byly Daňkovi všechny nemovitosti zestátněny a Heroutice byly přiděleny dvěma rodinám drobných rolníků, takže statek byl rozdělen na dvě poloviny. Až do roku 1992 nebyla na statek zavedena elektřina, což zachránilo využití usedlosti k socialistické zemědělské velkovýrobě, a tak se na špatném stavu statku na začátku 90. let 20. století podepsala pouze zanedbaná údržba. V roce 1991 byla usedlost zakoupena nynějšími majiteli a začalo budování moderní farmy pro chov koní a agroturistiku, která dnes slouží veřejnosti.